# ذفافة أمريكا الجنوبية
ذَفَّافَة أمريكا الجنوبية (الاسم العلمي Lepidosiren paradoxa)، سمكة نهرية وحيدة النوع من مزودوجات التنفس وفصيلة الأسماك ثنائية الرئة. موطنها مستنقعات الامازون ونهر بارانا. جسمها شبه أسطواني الشكل تطول من 50 إلى 60 سم. حراشفها مستديرة. رؤوسها معتدلة القد، صغيرة الأخطام القصيرة. عيونها صغيرة ماسحة. زعانفها الظهرية قليلة العرض قاطبة تتصل بالشرجية عن أطراف الأذيال. زعانفها الصدرية والحوضية تشبه العذبات المستطيلة. أثوابها إلى الربدة الرصاصية تشتد سمرتها في الظهر وتخفف في البطن. تعيش في الأسمال حتى البروض، أي نحو ثمانية أشهر ثم تنغمس في الغرين وتبقى على هذه.